# Ernst von Heydebrand und der Lasa

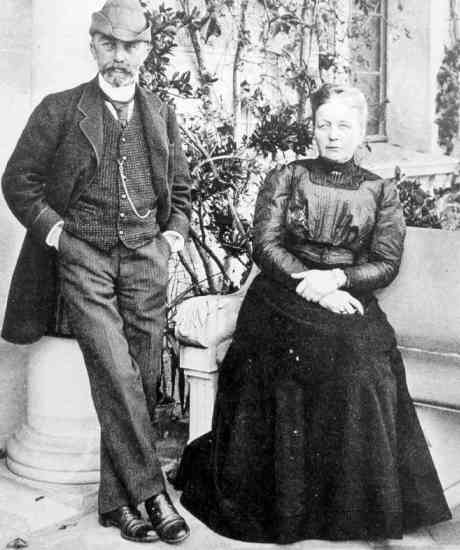
Ernst von Heydebrand und der Lasa med fru (1911).

Ernst von Heydebrand und der Lasa, född 20 juli 1851 i Golkowe i Schlesien, död 15 februari 1924, var en tysk politiker.
Heydebrand blev 1874 juris doktor i Jena och därpå ämbetsman vid lokalförvaltningen, tog 1895 (som lantråd) avsked och ägnade sig som ledamot av preussiska lantdagen (från 1888) och av tyska riksdagen (från 1903) helt åt politiken till 1918, då han efter novemberrevolutionen fullständigt drog sig tillbaka till privatlivet. 
Heydebrand ansågs som typen för en reaktionär preussisk junker. Som ledare för den tysk-konservativa lantdagsgruppen motsatte sig han ännu 1918 alla förslag till avskaffande av den preussiska treklassvalrätten, i vilken han såg själva grundvalen för Preussens och indirekt även för Tysklands monarkiska statsskick. Han författade Beiträge zu einer Geschichte der Konservativen Partei 1888-1919 (i "Konservative Monatsschrift", 1920).